# Bonganga
Rythme ternaire des peuples « Betu » (Bétu) et « Dongu » (Dongou) du nord de la République démocratique du Congo (Afrique centrale), le bonganga vient de la région de l’Équateur, particulièrement de la ville de Boende, sur la rivière Tshuapa.

## Sources
- Le bonganga